# Julian Bugier
Pour les articles homonymes, voir Bugier.
Julian Bugier est un journaliste français exerçant surtout à la télévision, né le 22 novembre 1980 à Blois (Loir-et-Cher).
Après avoir travaillé pour les chaînes d'information en continu BFM TV et I-Télé, il est, sur France 2, notamment le présentateur du magazine économique Tout compte fait de  2015 à 2020, de l'émission de débat et d'actualité Questions directes en 2018 ainsi que des opérations spéciales de la chaîne.
Depuis le 4 janvier 2021, il présente quotidiennement le journal télévisé de 13 heures de France 2 en qualité de titulaire officiel du poste.

## Biographie

### Jeunesse et formation
Julian Bugier naît le 22 novembre 1980 à Blois,, où il a grandi jusqu'à l'âge de 19 ans.
Son père Jacques Bugier est un homme de lettres et ancien journaliste qui a travaillé à La République du Centre, puis au Monde de 1991 à 2008. Julian Bugier a un frère, mort en très bas âge,,, et une sœur cadette, Louise.
Il étudie au lycée Camille-Claudel de Blois puis devient barman à Blois puis à Londres, baby-sitter et épicier à Londres.

### Carrière

#### À la radio
Pendant les étés 2013 et 2014, Julian Bugier anime C'est l'économie cette semaine et C'est l'économie demain, le week-end de 9 h à 10 h sur Europe 1.
En 2020, toujours sur Europe 1, il succède à Nathalie Levy sur la tranche 18 h à 20 h,,.

#### À la télévision
Autodidacte, Julian Bugier suit un DEUG d’économie sans le valider. À 19 ans, il part pour Londres (Royaume-Uni) et commence sa carrière de journaliste sur la chaîne financière et économique Bloomberg TV. Il y fait des reportages pendant deux ans, puis devient assistant de production. Il est ensuite présentateur durant un an et demi sur l'antenne française[pas clair],.
En novembre 2005, il participe au lancement de la chaîne d'information en continu BFM TV. À partir de mai 2006[réf. souhaitée] et le lancement de la deuxième version de la chaîne, il présente le journal de l'économie tous les soirs du lundi au vendredi. À partir de fin 2008, il assure parallèlement divers remplacements de présentateurs des journaux de la chaîne.[réf. souhaitée]
Durant l'été 2009, il quitte BFM TV pour rejoindre la chaîne d'information en continu concurrente I-Télé. Succédant à Thomas Joubert, il prend en charge Info Matin Week-end, le samedi et le dimanche de 7 h à 11 h 30[réf. nécessaire]. À la rentrée de septembre 2010, Jean-Baptiste Boursier le remplace puisqu'il prend en charge L'info sans interdit avec Sonia Chironi et la participation de Robert Ménard du lundi au vendredi entre 17 h et 19 h, puis jusqu'à 20 h à partir de novembre 2010 et la suspension de Audrey Pulvar Soir.
En juillet 2011, il rejoint France 2 pour devenir le remplaçant de Laurent Delahousse à la présentation des journaux de 13 h et de 20 h du week-end. En septembre 2011, Julian Bugier est nommé joker de David Pujadas, à la présentation du journal de 20 heures en semaine sur France 2. Il remplace à ce poste Marie Drucker, qui redevient présentatrice remplaçante des journaux télévisés du week-end.
De janvier à mai 2012, en prévision de l'élection présidentielle française de 2012, il présente le programme court Élysée-moi du lundi au samedi à 19 h 55 juste avant le journal de 20 h de France 2. Cette pastille permet de revoir des archives des anciennes élections présidentielles françaises. (campagnes, débats, etc.)
En août 2014, il occupe à la fois le poste de remplaçant du 20 h en semaine et le week-end[réf. nécessaire]. En septembre 2014, France 2 lui confie la présentation des soirées continues (diffusion d'une fiction suivie d'un débat)[réf. nécessaire].
Il s'est vu attribuer, en plus des remplacements en semaine, ceux des journaux du week-end entre mars et juillet 2015 en raison de la grossesse de Marie Drucker[réf. nécessaire]. À partir du 5 septembre 2015, il présente un magazine hebdomadaire de consommation, Tout compte fait le samedi à 14 h 40 sur France 2.
À partir de juillet 2017, il reprend la présentation du magazine Cellule de crise en remplacement de David Pujadas.
À partir du 28 mars 2018, il anime en direct l'émission de débat et d'actualité Questions directes, un mercredi soir sur deux.
Il apparaît dans son propre rôle pour les films À toute épreuve (2014) et L'Ascension (2017).
Du 15 juillet au 6 août 2020, il présente le journal de 20 heures sur France 2 en tant que « joker ».
À la suite du départ de Marie-Sophie Lacarrau qui succède à Jean-Pierre Pernaut à la présentation du 13 heures de TF1, Julian Bugier présente le journal de 13 heures de France 2 en qualité de titulaire du poste depuis le 4 janvier 2021. Son premier 13 heures est suivi par plus de 3 millions de Français (soit 20,9 % de parts de marché).
En novembre 2024, il revient sur son enfance et son parcours dans l'émission Un dimanche à la campagne et quitte la présentation de La Soirée continue qu’il animait depuis 10 ans sur France 2. Carole Gaessler est choisie pour le remplacer.

### Vie privée
Marié à la journaliste économique Claire Fournier, Julian Bugier est père d'un garçon, Lucien, né en 2011, et d'une fille, Gabrielle, née en 2013.
Il fréquente régulièrement la côte d'Albâtre et pratique notamment le kitesurf à Saint-Aubin-sur-Mer.

## Distinction
En 2009, le magazine Têtu le désigne comme « le plus beau mec du PAF ».

## Synthèse de sa carrière

### Parcours à la radio
- Étés 2013 et 2014 : présentateur des émissions C'est l'économie cette semaine et C'est l'économie demain, le week-end de 9 h à 10 h sur Europe 1
- 2020-2021 : animateur de la tranche 18 h - 20 h sur Europe 1.

### Parcours à la télévision
- 2006-2009 : présentateur sur BFM TV
- 2009-2011 : Info Matin Week-end sur I-télé
- 2009-2011 : L'info sans interdit avec Sonia Chironi sur I-télé
- 2011-2020 : Joker des journaux de 13 heures et de 20 heures  de France 2
- 2012 : Élysée-moi sur France 2
- 2014-2024 : La Soirée continue sur France 2
- Depuis 2015 : Éditions spéciales (entrée au Panthéon de Pierre Brossolette, Geneviève de Gaulle-Anthonioz, Germaine Tillion et Jean Zay, hommage aux victimes du terrorisme, commémoration du 8 mai, hommage à Daniel Cordier, commémoration de l'appel du 18 juin, Défilé du 14 juillet, panthéonisation de Simone Veil puis de Maurice Genevoix, investiture de Donald Trump) sur France 2
- 2015-2020 : Tout compte fait sur France 2
- 2016-2021 : Cellule de crise sur France 2
- 2018 : Questions directes sur France 2
- 2019 : Les 40 ans de Starmania - les stars chantent pour le Sidaction sur France 2
- 2020 : Les Victoires de la musique sur France 2
- 2020 : USA 2020, l'élection qui va changer le monde avec Anne-Sophie Lapix sur France 2
- 2021 : Le RAID raconté de l'intérieur : 35 ans d'intervention à haut risque (toutes les émissions) sur France 2
- Depuis 2021 : JT de 13 heures de France 2
- 2021 : J'ai une idée pour la France sur France 2
- 2022 : Jubilé de la reine Elizabeth II, avec Stéphane Bern et Louise Ekland sur France 2
- 2024 : Le Sprint final sur France 2 : coprésentation avec Julia Vignali
- 2024 : La nuit la plus longue sur France 2
- 2025 : La nuit de la paix sur France 2

## Filmographie
Sauf indication contraire, les informations mentionnées dans cette section peuvent être confirmées par la base de données cinématographiques IMDb,  présente dans la section « Liens externes ».
Julian Bugier participe à plusieurs fictions dans lesquelles il joue systématiquement un journaliste de télévision, sans être forcément identifié sous son vrai nom.
- 2011 : Le Marquis de Dominique Farrugia : le présentateur du journal télévisé sur I télé[29]
- 2012 : La Mer à boire de Jacques Maillot : le présentateur du journal télévisé
- 2012 : Ce monde est fou (téléfilm) de Badreddine Mokrani : le présentateur du journal télévisé
- 2013 : Fais pas ci, fais pas ça (série télévisée), saison 6, épisode Tous ensemble ! : lui-même, présentateur du journal de 20 h de France 2
- 2014 : À toute épreuve d'Antoine Blossier : le présentateur du journal de 20 h de France 2 (scène inter-générique)
- 2015 : Le Grand Partage d'Alexandra Leclère : le présentateur du journal de 20 h de France 2
- 2017 : L'Ascension de Ludovic Bernard : le présentateur du journal de 20 h de France 2
- 2021 : Boîte noire de Yann Gozlan : le présentateur du journal de 20 h de France 2